# Delila Hatuelová

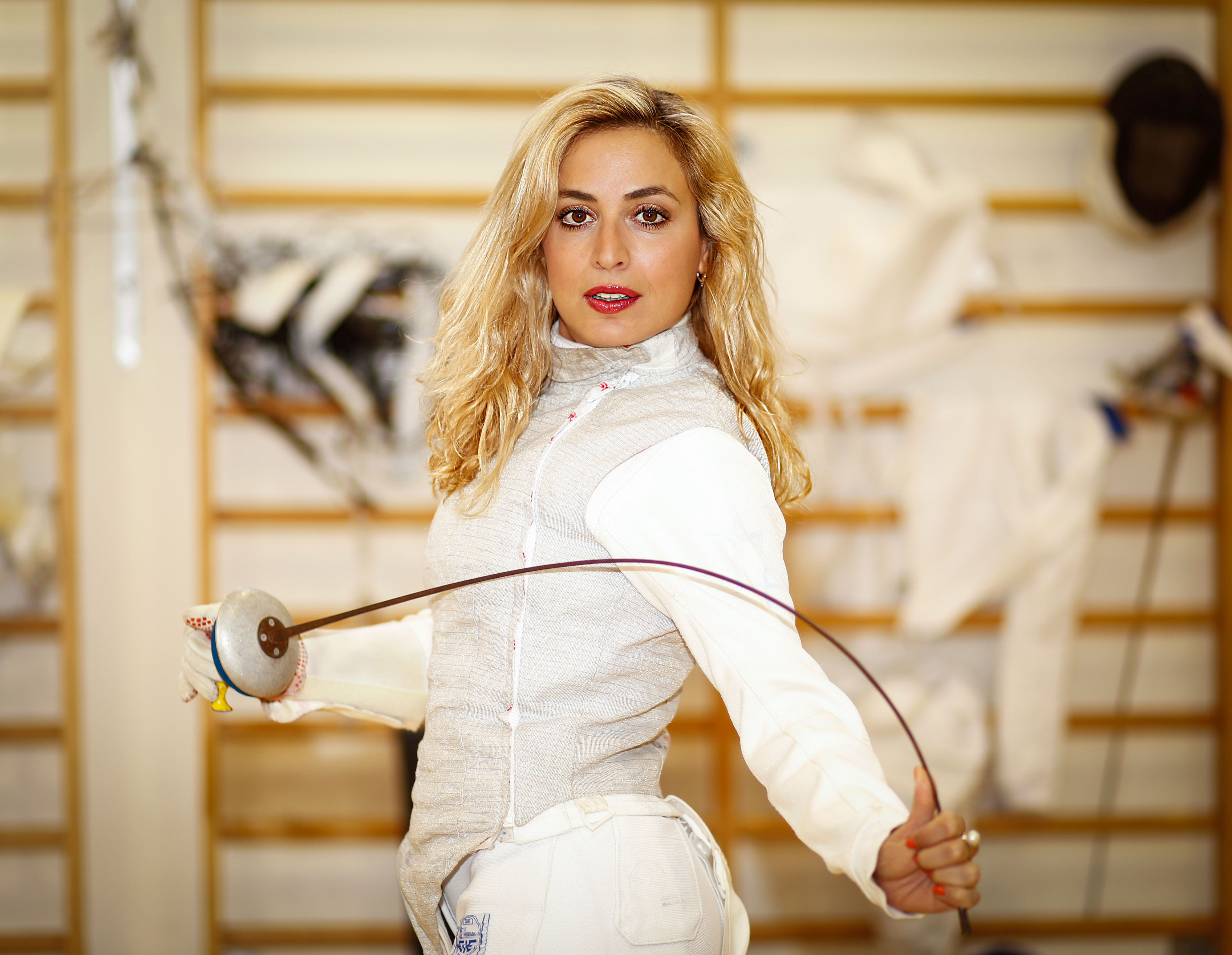
Delila Hatuelová

Delila Hatuelová (hebrejsky Delila Hatuel ,דלילה חטואל‎; * 15. listopadu 1980 Akko) je izraelská šermířka a olympionička, specializující se na šerm fleretem.

## Osobní život
Narodila se roku 1980 v izraelském Akkonu, ležícím v Severním distriktu. Bratr Maor Hatuel je také šermíř, rovněž jako teta olympionička Lydia Hatuelová-Zuckermanová a strýc olympionik Jicchak Hatuel. Spolu s otcem a tetou trénuje mládež v šermířském olympijském středisku v Akkonu.

## Šermířská dráha
Na Mistrovství světa 1997 konaném v Kapském Městě obsadila deváté místo ve fleretové soutěži. Na Evropském šampionátu 1998 v Plovdivu se stala členkou izraelského týmu, které skončilo osmé.
V červenci 2007 vybojovala na gentském mistrovství Evropy šestou příčku ve fleretu. Výsledky ze sezóny 2008 ji v konečném hodnocení světového poháru zařadily do první desítky hodnocení a ve světovém žebříčku byla klasifikována v elitní šestnáctce.
V dubnu 2008 pak dosáhla kariérního maxima, když jí patřila 9. pozice světové klasifikace v ženském fleretu. Na červencovém Evropském šampionátu 2008 v Kyjevě porazila olympijskou vítězku Valentinu Vezzaliovou, ale v závěru duelu si přivodila zranění kolene. Turnaj pro ni znamenal sedmé místo.
V důsledku kolenního poranění, jehož diagnostika odhalila přetržený přední zkřížený vaz, musela podstoupit chirurgický zákrok. Aby se zotavila do nadcházejícího olympijského turnaje, k rekonvalescenci využila hyperbarickou komoru v Nemocnici Asafa ha-Rofeho poblíž měst Be'er Ja'akov a Rišon le-Cijon. Hyperbarická oxygenoterapie urychlila hojivý proces.
Ve dvaceti sedmi letech, kdy figurovala na 11. místě světového žebříčku, se stala členkou izraelské výpravy pro pekingské Letní olympijské hry 2008, na nichž zasáhla do šermířského turnaje. Po volném losu ve fleretové soutěži žen podlehla ve druhém kole úřadující mistryni světa Viktoriji Nikišinové z Ruska těsným výsledkem 9:10 V dramatickém průběhu se jí méně než minutu před koncem podařilo vyrovnat, ale porážka přišla v nastavení. Hatuelová k duelu sdělila: „Jsem zklamaná, ale vyřazení nemá žádnou souvislost s mým zraněním. Prostě jsem prohrála těsný zápas.“ Nicméně reportér píšící pro izraelský deník Haarec uvedl, že se „poranění Hatuelové zdálo být bolestivé“. Šermířka plánovana podstoupit další operační výkon s úmyslem přípravy na Londýnskou olympiádu 2012.
Na Makabejských hrách 2009 získala zlatou medaili ve fleretu žen.